# Asianellus
Asianellus Logunov & Heciak, 1996 è un genere di ragni appartenente alla famiglia Salticidae.

## Distribuzione
Le 5 specie oggi note di questo genere sono diffuse in tutta la regione paleartica; in particolare in Kazakistan, Russia e Cina
In Italia è stata reperita una sola specie di questo genere, la A. festivus

## Tassonomia
A maggio 2010, si compone di cinque specie:
- Asianellus festivus (C. L. Koch, 1834)[3] — Regione paleartica (Italia)
- Asianellus kazakhstanicus Logunov & Heciak, 1996 — Kazakistan, Russia, Cina
- Asianellus kuraicus Logunov & Marusik, 2000 — Russia
- Asianellus ontchalaan Logunov & Heciak, 1996 — Russia
- Asianellus potanini (Schenkel, 1963) — dal Kazakistan alla Cina